# Коллонтай, Александра Михайловна
Алекса́ндра Миха́йловна Коллонта́й (фамилия при рождении — Домонто́вич; 19 (31) марта 1872, Санкт-Петербург — 9 марта 1952, Москва) — русская революционерка, советский государственный деятель и дипломат. Чрезвычайный и полномочный посол СССР. Член РСДРП(б) с 1915 года. В 1917—1918 годах была наркомом государственного призрения (социального обеспечения) в первом Советском правительстве, что делает её первой женщиной-министром в истории.

## Ранние годы
Родилась в Петербурге в обеспеченной дворянской семье. Отец Александры Михайловны, высокопоставленный генерал Михаил Алексеевич Домонтович, принимал участие в русско-турецкой войне 1877—1878 годов и был Тырновским губернатором в Болгарии в 1878—1879 годах. Мать, Александра Массалин-Мравинская, была дочерью финского фабриканта, торговавшего лесоматериалами.
В своих мемуарах утверждала, что её дед был сыном финского крестьянина, разбогатевшего благодаря торговле лесом. Однако, архивные документы свидетельствуют, что рассказ о крестьянских корнях был сознательным конструированием «правильной» биографии. Дед Александры Коллонтай, Александр Фёдорович Масалин, был потомственным дворянином, коллежским советником и владельцем без малого тысячи гектаров земли.
Её единоутробные сестры: оперная певица Евгения Мравина и Адель Мравинская, единоутробный брат — Александр, отец дирижёра Евгения Мравинского.
Получила разностороннее домашнее образование. Владела многими иностранными языками (английским, немецким, французским, шведским, норвежским, финским и другими), интересовалась литературой. Большое влияние на неё оказала домашняя учительница М. И. Страхова, сочувствовавшая идеям народовольчества. В 1888 году сдала экзамены за курс гимназии в 6-й мужской гимназии в Санкт-Петербурге. Посещала Школу поощрения художеств, брала частные уроки рисования. Была введена в великосветское общество. В круг юношеского общения Александры Домонтович входил её троюродный брат Игорь Северянин. В автобиографической поэме «Роса оранжевого часа» поэт вспоминал:
Наш дом знакомых полон стай:

И математик Верещагин,

И Мравина, и Коллонтай.
С юных лет Александра пользовалась успехом у мужчин и отличалась разборчивостью в них. Так, она отказалась выйти замуж за генерала Ивана Тутолмина, который сделал ей предложение в первый же вечер знакомства. Один из воздыхателей Александры, Иван Драгомиров (сын генерала), не выдержал её обращения и застрелился.
В молодости Александра Домонтович выступила против решения родителей выдать её за адъютанта императора и вышла за дальнего родственника, выпускника Военно-инженерной академии, бедного офицера Владимира Коллонтая (1893). Через пять лет она оставила мужа и сына, чтобы участвовать в революционном движении: «Я хотела быть свободной. Маленькие хозяйственные и домашние заботы заполоняли весь день, и я не могла больше писать повести и романы… Как только маленький сын засыпал, я шла в соседнюю комнату, чтобы снова взяться за книгу Ленина».

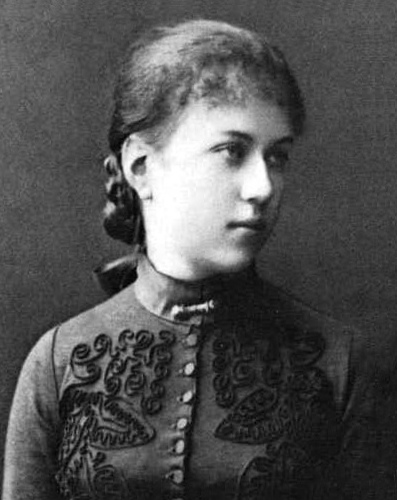
А. М. Домонтович в 1888 году

К участию в социалистическом движении Александра Коллонтай пришла в 1890-х годах благодаря знакомству с Еленой Стасовой. Дружба связывала её с Татьяной Щепкиной-Куперник, в доме которой Коллонтай скрывалась от полиции.
В 1898 году, оставив мужа и сына, уехала в Швейцарию, где поступила в Цюрихский университет к профессору Геркнеру. По совету профессора в 1899 году отправилась в Англию изучать английское рабочее движение. В Англии познакомилась с Сиднеем Веббом и Беатрисой Вебб. После этого в 1899 году возвратилась в Россию.

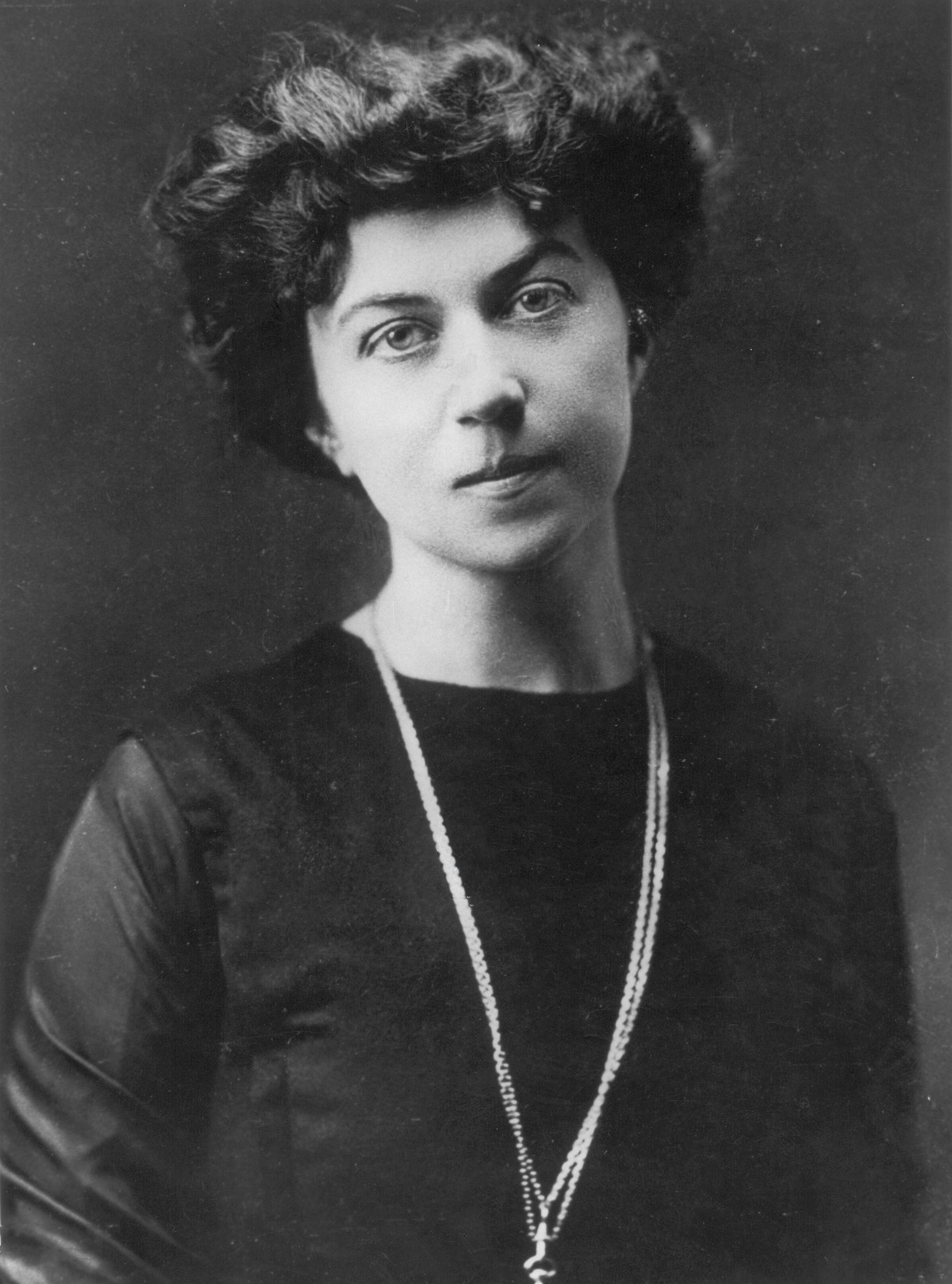
Александра Коллонтай в 1900 году

В 1901 году отправилась за границу, в Женеве познакомилась с Георгием Плехановым.
Во время расстрела демонстрации 9 января 1905 года была на петербургских улицах. В 1905 году в Петербурге познакомилась с Владимиром Лениным. После раскола Российской социал-демократической партии на большевиков и меньшевиков на II съезде партии Коллонтай не примкнула ни к одной из противоборствующих фракций. Тем не менее, в это время по своим убеждениям она стояла ближе к Плеханову, который, вначале поддержав большевиков, постепенно переходил на сторону меньшевиков.
У меня были друзья в обоих лагерях. По душе ближе мне был большевизм… но обаяние личности Плеханова удерживало от разрыва с меньшевиками.

## В европейском революционном движении
Во время Первой русской революции в 1905 году Коллонтай инициировала создание «Общества взаимопомощи работницам». После поражения революции эмигрировала в 1908 году, так как против неё были выдвинуты обвинения в призыве к вооружённому восстанию в брошюре «Финляндия и социализм». В эмиграции вначале примыкала к реформистскому крылу РСДРП, поддерживала ликвидаторов, затем перешла к отзовистам, читала лекции в основанной группой «Вперёд» фракционной школе в Болонье. Посетила целый ряд стран Европы (Бельгию, Великобританию, Германию, Данию, Норвегию, Францию, Швейцарию, Швецию), где налаживала связи с местным социал-демократическим и суфражистским движениями, принимая в них активное участие. Дважды посещала США. Делегировалась РСДРП на международные социалистические конгрессы в Штутгарте (1907), Копенгагене (1910) и Базеле (1912).
Режиссёр Г. Юнгвальд-Хилькевич, снявший картину «Опасные гастроли», делал её по воспоминаниям Коллонтай: как она вместе с Литвиновым в начале века ввозила в Россию оружие. «У нас все эти сцены убрали: власти меняли историю, как хотели. Хотя сама Коллонтай пишет, что оружие в Россию ввозилось с 1905-го по 1911-й год под видом какой-то театральной мишуры»… Это тоже один из малоизвестных эпизодов её революционной деятельности.
После начала Первой мировой войны с помощью Карла Либкнехта смогла выехать из Германии. Находясь в Швеции, отошла от меньшевиков и правого крыла европейской социал-демократии, поддержавшего войну. Осуждение империалистического характера войны сблизило Коллонтай с большевиками, к которым она окончательно присоединилась в 1915 году. За активную антимилитаристскую пропаганду, в частности, за публикацию антивоенной статьи в одном из шведских журналов в ноябре 1914 года, она была арестована шведской полицией, доставлена в крепость Мальмё и выслана из страны по личному указу короля Густава V. Поселившись в Копенгагене, Коллонтай связалась с Лениным и выполняла его специальные поручения, в частности, совершив две агитационные поездки по США.

## Революция и Гражданская война
В Россию вернулась после Февральской революции 1917 года, вскоре стала членом Исполкома Петроградского совета. Участвовала в работе 7-й (Апрельской) конференции РСДРП(б) 1917 года от большевистской военной организации, была в числе немногих делегатов, полностью поддержавших позиции Ленина, изложенные в «Апрельских тезисах». На I Всероссийском съезде Советов была избрана членом ЦИК от большевиков. В период «двоевластия» вела организованную агитацию в среде солдат и матросов, что повлекло за собой преследования Временного правительства. Возвращаясь с совещания левого антивоенного Циммервальдского объединения в Стокгольме в июле 1917 года, Коллонтай была арестована по приказу Временного правительства. Содержалась в Выборгской женской тюрьме, была освобождена под денежный залог, внесённый писателем Максимом Горьким и инженером Леонидом Красиным. Во время ареста на VI съезде РСДРП(б) в 1917 году заочно избрана одним из почётных председателей съезда и членом ЦК партии.
Принимала участие в заседании ЦК РСДРП(б) 10 (23) октября 1917 года, принявшем решение о вооружённом восстании, и в проведении Октябрьского восстания в Петрограде. Член президиума проводившегося параллельно II съезда Советов (25—26 октября 1917 года). После установления власти большевиков и левых эсеров избиралась во ВЦИК и 30 октября лично от Ленина получила пост народного комиссара общественного призрения в первом составе Совета народных комиссаров. При наркомате Коллонтай создала Отдел по охране материнства и младенчества и Коллегию по охране и обеспечению материнства и младенчества. «Политика этих структур строилась на том постулате, что охрана материнства как специфической функции женщины является прямой обязанностью государства».
К этому времени относится начало её романа с Павлом Дыбенко. Коллонтай была послана на агитацию матросов Балтийского флота и Дыбенко, бывший тогда председателем Центробалта, сразу влюбился в неё.

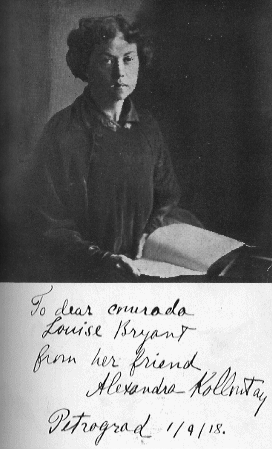
Дорогому товарищу Луизе Брайант от её друга Александры Коллонтай, Петроград, сентябрь 1918

13—21 января (по старому стилю) 1918 года с помощью отряда матросов предприняла попытку реквизировать Александро-Невскую лавру в Петрограде, что спровоцировало массовое сопротивление верующих; реквизицию Лавры пришлось отложить. Эксцессы (включая убийство протоиерея Петра Скипетрова) вокруг реквизиции Лавры стали непосредственной причиной издания Патриархом Тихоном 19 января (старого стиля) «Воззвания», предавшего анафеме «безумцев»; 22 января работавший тогда в Москве Священный Собор Православной Российской Церкви одобрил патриаршее воззвание.
В марте 1918 года, стоя на позициях Николая Ивановича Бухарина и «левых коммунистов», выступила против Брестского мирного договора и в знак протеста вышла из состава правительства. Во время Гражданской войны была направлена на Украину, где возглавила политический отдел 1-й Заднепровской Украинской советской дивизии, а затем наркомат агитации и пропаганды Крымской советской республики, а также политический отдел Крымской армии.
Будучи наиболее заметной женщиной в советском руководстве, Коллонтай была инициатором создания и заведующей (с 1920 г.) женотделом ЦК РКП(б), целью которого была борьба за уравнение в правах женщин и мужчин, борьба с неграмотностью среди женского населения, информирование о новых условиях труда и организации семьи. Женотдел был распущен в 1930 году. Одновременно с руководством Женотдела Коллонтай читала лекции в университете имени Я. Свердлова и работала в секциях Коминтерна.

## Дискуссия о профсоюзах
В марте 1921 года во время дискуссии о профсоюзах, развернувшейся после выступления Троцкого относительно необходимости расширения прав профсоюзов, Коллонтай совместно с А. Г. Шляпниковым возглавила «рабочую оппозицию». «Рабочая оппозиция» предлагала передать управление всем народным хозяйством Всероссийскому съезду производителей, объединённых в профсоюзы, считающиеся высшей формой организации рабочего класса. Программа «рабочей оппозиции» была представлена в выпущенной к X съезду РКП(б) брошюре Коллонтай «Рабочая оппозиция», осуждённой в ленинской резолюции «О синдикалистском и анархистском уклоне в нашей партии». Несмотря на постановление X съезда партии о единстве партии, продолжала защищать идеи «рабочей оппозиции». После последнего предупреждения, вынесенного на XI съезде РКП(б) в 1922, и окончательного разгрома группы, Коллонтай была вынуждена отказаться от платформы «рабочей оппозиции». Резкое ухудшение отношений с Лениным явилось тяжёлым ударом для Коллонтай.

## Дипломатическая служба

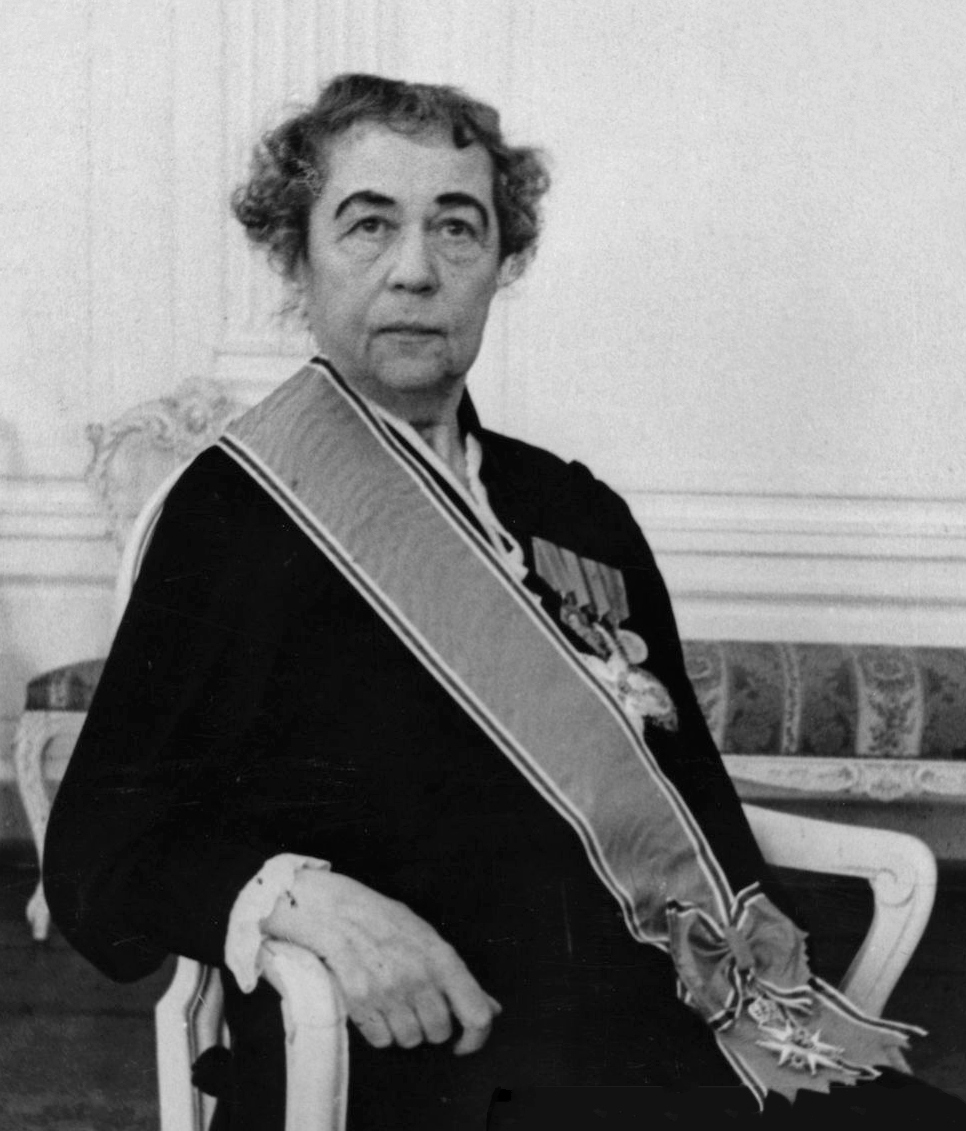
Коллонтай после награждения орденом Святого Олафа в посольстве Норвегии, 1946 год

С 1922 года находилась на дипломатической работе. Причинами для одного из первых в мировой истории назначения женщины послом (первой была шведка Катарина Стопиа ещё в XVII веке) послужили прочные связи Коллонтай с европейским социалистическим движением (как реформистским, так и революционным), а также опыт работы на должности секретаря Международного женского секретариата при Коминтерне в 1921—1922 годах. В 1922—1926 и 1927—1930 годах работала советским полпредом и торгпредом в Норвегии, во многом поспособствовав политическому признанию СССР этой страной. В 1926—1927 годах некоторое время работала в Мексике, где также добилась определённых успехов в улучшении советско-мексиканских отношений. В 1927 году Коллонтай снова становится полпредом в Норвегии, совмещая этот пост с исполнением поручений в торговом представительстве в Швеции.
В 1930—1945 годах Коллонтай — полномочный представитель и посланник в Швеции (кроме того, она входила в состав советской делегации в Лиге Наций). Одной из важнейших задач, стоящих перед новым советским послом в Швеции, была нейтрализация влияния гитлеровской Германии в Скандинавии. Когда в ходе «зимней» советско-финской войны Швеция, поддерживаемая Великобританией, отправила в Финляндию два батальона добровольцев и стояла на грани открытого вступления в войну против СССР, Коллонтай добилась от шведов смягчения их позиции и посредничества в советско-финских переговорах. В 1944 году в ранге чрезвычайного и полномочного посла в Швеции она вновь взяла на себя роль посредника в переговорах о выходе Финляндии из войны.
Владимир Семёнов, работавший советником посольства в Швеции, подробно описывает манеры Коллонтай вести дела и предпринятые ею действия в пользу страны. Подробнее описала манеры Коллонтай вести дела её референт, резидент НКВД Зоя Рыбкина, более известная под своей девичьей фамилией Воскресенская, как детская писательница.

## Последние годы

Могила на Новодевичьем кладбище в Москве

Коллонтай перенесла первый инсульт в августе 1942 года. В 1943 году у Коллонтай случился острый криз — вследствие инсульта наступил левосторонний паралич. В 1945 году случился второй инсульт.
В марте 1945 года она вернулась в Москву и в июле оставила должность посла, продолжая числиться советником МИД СССР. На этом посту её сменил И. С. Чернышёв, продолживший в основном её политику в отношениях со Швецией.
После войны и фактического завершения дипломатической службы занялась мемуарным творчеством. Особое внимание она уделила циклу воспоминаний о В. И. Ленине.
Скончалась 9 марта 1952 года от инфаркта, который случился во сне.
Похоронена на Новодевичьем кладбище в Москве.

## Семья
Отец — Михаил Алексеевич Домонтович (1830—1902), российский генерал украинского происхождения, военный историк. Мать — Александра Александровна Масалина (Мравинская), дочь финского фабриканта, торговавшего лесоматериалами.
Единоутробный брат — Александр Константинович Мравинский (1859—1918). Единоутробная сестра — Евгения Константиновна Мравинская (1864—1914)

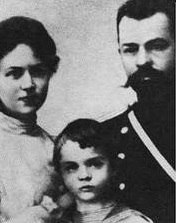
Александра Коллонтай с первым мужем и сыном 1896 год

Первый муж — Владимир Людвигович Коллонтай (1867—1917).
Сын — Михаил Коллонтай (1894—1957), работник МИД СССР, работал во Внешторге, в Амторге представителем Всесоюзного объединения «Станкоимпорт» — покупал станки. Похоронен рядом с матерью в Москве на Новодевичьем кладбище. Внук — Владимир Коллонтай (род. 1927), родился в Берлине, историк, доктор экономических наук, профессор. До 2019 года работал в Институте мировой экономики и международных отношений РАН (ИМЭМО).

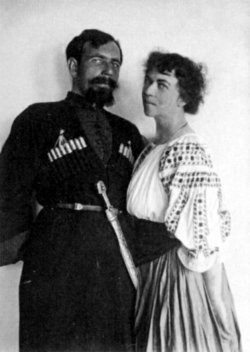
Александра Михайловна Коллонтай с мужем Павлом Ефимовичем Дыбенко. 1919 год

Второй муж — Павел Дыбенко (1889—1938), революционер, политический и военный деятель, 1-й народный комиссар по морским делам РСФСР, командарм 2-го ранга (1935). В 1938 году расстрелян по обвинению в участии в антисоветском военном заговоре. Захоронен на полигоне «Коммунарка». Реабилитирован посмертно в 1956 году.

## Награды
- орден Ленина (1933, за успешную работу среди женщин)
- орден Трудового Красного Знамени (4 апреля 1942)
- орден Трудового Красного Знамени (5 ноября 1945)
- орден Ацтекского орла (1944, Мексика, вручён 13 апреля 1946)
- Большой крест ордена Святого Олафа (Норвегия)

В 1946 и 1947 годах группа депутатов норвежского стортинга выдвигала кандидатуру А. М. Коллонтай на получение Нобелевской премии мира. Выдвижение поддержали женские организации Швеции и Норвегии, а также видные общественные деятели этих стран. Нобелевский комитет не поддержал эту инициативу.

## Марксистский феминизм
Вопрос о причастности Коллонтай к феминизму является дискуссионным и спорным. Коллонтай никогда не называла себя феминисткой ни в одном открытом источнике. Во многих источниках она называла себя лишь «коммунисткой», «большевичкой», печаталась в журнале «Коммунистка», состояла в коммунистической партии большевиков. В первой половине XX века под словом «феминизм» часто подразумевали только устремление к равенству полов без других изменений общественно-политического строя и соответственно считали его несовместимым с марксизмом:
Несмотря на некоторые точки соприкосновения и даже одинаковые требования в борьбе против бесправия женщины, между обоими движениями существует принципиальная противоположность, столь же непреодолимая, как антагонизм между
буржуазией и пролетариатом. Классовые противоречия между эксплоататорами и эксплоатируемыми сильнее, чем чувство женской солидарности, к которому взывают феминисты. Некоторые проявления феминизма могут казаться очень радикальными. Напомним отказы феминисток в Англии платить подати, выступления суфражисток там же. Тем не менее феминизм по своей сущности остается нереволюционным, а часто даже контр-революционным. Устремления феминизма ограничиваются тем, что-бы бороться с привилегиями мужчин и несколько улучшить положение женщины — в сущности женщины буржуазного класса — не изменяя классового характера буржуазного общества. Трудящиеся женщины могут быть «совращены феминизмом и отвлечены от классовой борьбы пролетариата. Но пролетарское женское движение — такова его историческая сущность — даже в «мирной» работе остается революционным; в духе революционного марксизма оно все свои помыслы направляет дальше реформ, на свержение классового господства буржуазии, на свержение буржуазного строя. Так действовало например пролетарское женское движение в Германии в довоенное время
.
Тем не менее, к началу XXI века многие феминистки, считая марксизм и феминизм совместимыми, рассматривают Коллонтай как раннюю феминистку по существу, если не по названию.

## Коммунистические взгляды Коллонтай на женский вопрос
В 1913 году Александра Коллонтай опубликовала программную статью «Новая женщина», в которой развивала взгляды на женщину нового, передового общества. Новая женщина стремится стать полноправным членом общества и руководствуется следующими принципами:
- Победа над эмоциями, выработка самодисциплины.
- Отказ от ревности, уважение свободы мужчины.
- Требует от мужчины не материального обеспечения, а бережного отношения к своей личности.
- Новая женщина — самостоятельная личность, её интересы не сводятся к дому, семье и любви.
- Подчинение разуму любовных переживаний.
- Отказ от фетиша «двойной морали» в любовных отношениях. Новая женщина не скрывает своей сексуальности.

Статья «Новая женщина» посвящена эволюции женских образов в европейской и российской литературе XIX — начала XX века. Согласно комментариям Коллонтай к этим образам, современная женщина должна была быть самостоятельной, не принадлежать как вещь мужу или родителям, иными словами — быть полноправным членом общества. Для этого необходимо также уважать свободу мужчины и его право выбирать полового партнёра.
Развитию концепции новой женщины Коллонтай посвятила также свою беллетристику, например повесть «Большая любовь». Повесть рассказывает о любви молодой незамужней революционерки Наташи и женатого революционера Семёна. Хотя Семён и марксист, он не может расстаться со старыми взглядами на женщину как на лишь объект любовных утех. Наташа ему подчиняется, но в финале повести всё же сбрасывает с себя оковы такой связи и обретает свободу. Далее Коллонтай развивала эти идеи в повести «Василиса Малыгина» (1923) и рассказе «Любовь трёх поколений» (1923), в которых она описывает раскрепощённых женщин, не желающих связывать себя семьёй.
К традиционному институту семьи Коллонтай вообще относилась скептически, полагая, что и женщины, и мужчины должны наравне друг с другом прежде всего трудиться в интересах класса, а не обособленной семейной ячейки.
Подобные свободные взгляды Коллонтай привели к тому, что недоброжелатели объявили её автором теории стакана воды.

## Представления о будущем коммунистическом обществе
В 1922 году Коллонтай написала небольшой фантастический рассказ о функционировании общества будущего. Действие происходит 7 января 1970 г. Ячейкой нового общества является «коммуна». Семья уничтожена, а жилищный вопрос разрешается по казарменному типу: «…живут не семьями, а расселяются по возрастам. Дети — в „Дворцах ребёнка“, юноши и девочки-подростки — в весёлых домиках, окружённых садами, взрослые — в общежитиях, устроенных на разные вкусы, старики — в „Доме отдыхновения“». Вопрос о том, откуда берутся дети, остаётся за рамками рассказа. Обмен межпоколенческим опытом осуществляется на праздниках в Доме ветеранов революции, где молодёжь получает возможность слушать рассказы стариков. В школе что-то рассказывают о «великих годах революции», но по ходу действия выясняется, что познания учащихся крайне скудны. Положение высшего образования неясно (о самом его существовании можно лишь догадываться, поскольку упомянуты мимоходом преподавание, наука и техника). Молодёжь коммуны ведёт упорную борьбу «с единственным оставшимся у человечества врагом — с природой»; в чём сущность этой борьбы, не поясняется. При этом игнорируется существование болезней: вся молодёжь коммуны пышет здоровьем, о существовании какой-либо системы здравоохранения умалчивается.
Денег и торговли уже нет. Действует распределительный механизм удовлетворения элементарных потребностей населения: таким путём достигнуто всеобщее равенство. «В коммунах нет ни богатых, ни бедных; эти слова — забытые слова. Они ничего собою не выражают. У членов коммуны имеется всё, что надо для того, чтобы не думать о насущном, о материальном. Одежду, пищу, книгу, развлечения — всё доставляет члену коммуна. За это член коммуны отдает коммуне свои рабочие руки на два часа в день и свое творчество, пытливое искание своего ума — во всё остальное время своей жизни». Таким образом, после двух часов обязательных работ человек отправляется на другую работу, но теперь уже совершенно добровольную, по зову сердца. «У всякого своя специальность и своё любимое дело. „Специальностью“ называется та работа, которую член коммуны выполняет в те два часа в день, когда его силы используются для коммунального хозяйства. Остальное время каждый отдаёт свои силы любимому роду работы: науке, технике, искусству, усовершенствованному полеводству, преподаванию». Таким образом согласуются общественная потребность в этих видах деятельности (специальность) с индивидуальными склонностями людей (любимое дело). В то же время настойчиво декларируется, что коммуна — общество «счастья всеобщей организованности и радости свободного, творческого труда».
«У коммуны нет врагов, так как все соседние народы и нации уже давно устроили у себя такие же коммуны и весь мир представляет собою федерацию коммун. Молодое поколение уже не знает, что такое война…»

## Отзывы современников
Зоя Воскресенская, работавшая в годы Войны вместе с Александрой Михайловной в советском посольстве в Швеции, дала её яркий образ в нескольких главах своих воспоминаний:
В чтении, в разговоре Александра Михайловна очень легко переходила с одного языка на другой, скажем, с французского на шведский или с итальянского на немецкий, с английского на болгарский. Читала газеты на всех европейских языках, в том числе на нидерландском, румынском, греческом, чешском и других. На скандинавских языках она говорила с милым акцентом, который восхищал шведов, норвежцев, датчан. Натренированная память её хранила сотни стихов, поэмы, и тоже на многих языках.

## Образ в искусстве

### В кино
- 1965 год «Первый посетитель» (в роли Коллонтай Руфина Нифонтова) — в основе сценария фильма мемуары А. М. Коллонтай.
- 1969 год «Посол Советского Союза» (по пьесе П. Л. и А. С. Тур «Чрезвычайный посол»), прообразом главной героини в котором послужила Коллонтай (её роль сыграла актриса Юлия Борисова).
- 1969 год «Штрихи к портрету В. И. Ленина» (Маргарита Юрьева).
- 1975 год «Доверие» (Маргарита Терехова).
- 1978 год «Sodan ja rauhan miehet», Финляндия (Рауни Икахеймо).
- 1982 год «Rote Liebe», ФРГ, 1981—1982 (Ольга Димитриеску).
- 1983 год «Красные колокола» (Елена Финогеева).
- 1996 год «Тысяча и один рецепт влюблённого кулинара», Грузия, Франция (Хатуна Иоселиани).
- 1996 год «Госпожа Коллонтай», Югославия (Рада Джуричин).
- 2006 год «Девять жизней Нестора Махно» (Людмила Смородина).
- 2007 год «Звезда Империи», 2007 (Марина Могилевская).
- 2010 год «Тухачевский. Заговор маршала» (Алиса Богарт).

### Документальные фильмы
- «Победительницы» — Александра Коллонтай
- «Александра Коллонтай. Между долгом и чувством» Архивная копия от 29 сентября 2019 на Wayback Machine
- «Шура», документальный фильм, основанный на воспоминаниях А. Коллонтай, 2007

### В литературе
- В конце 1960-х вышла детская повесть З. Воскресенской «Девочка в бурном море», в которой одним из главных действующих лиц является А. М. Коллонтай.
- В 1969 г. в серии «Пламенные революционеры» вышла книга Э. Миндлина «Не дом, но мир: Повесть об Александре Коллонтай».
- В 2012 г. Григорий Ряжский «Натурщица Коллонтай». Роман написан в форме писем Александре Михайловне Коллонтай от её внучки — тоже Александры Михайловны Коллонтай.
- В 2023 г. вышел роман Константина Зарубина «Повести л-ских писателей», в сюжете которого Александра Коллонтай играет важную роль.

## Память

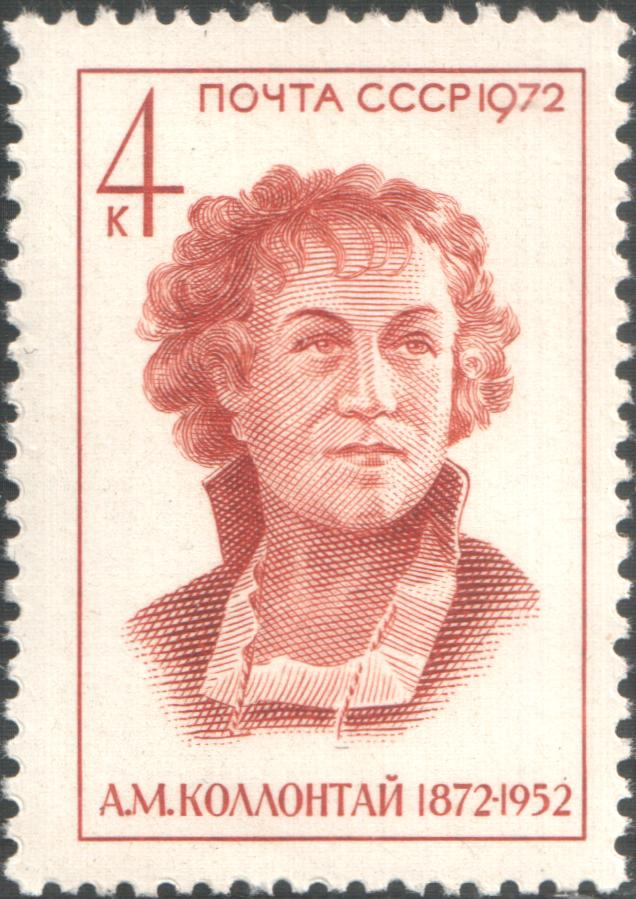
Александра Коллонтай на почтовой марке СССР 1972 года

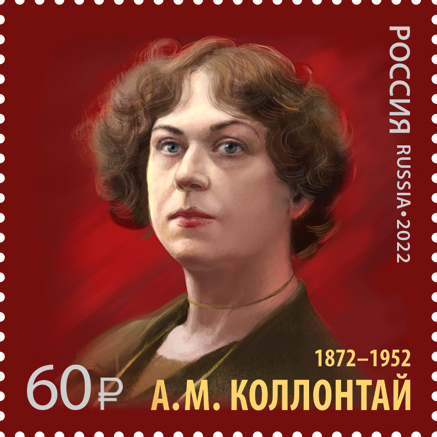
Александра Коллонтай на почтовой марке России 2022 года

- В честь А. М. Коллонтай названа малая планета (2467) Коллонтай (Kollontai).
- село Коллонтай Малоярославецкого района Калужской области
- Улица Коллонтай (Санкт-Петербург).
- Улица Коллонтай (Волгоград)
- Улица Коллонтай (Новошахтинск).
- Улица Коллонтай (Нальчик).
- Улица Коллонтай (Тара, Омская область)
- В 1972 г. к 100-летию Коллонтай почта СССР выпустила почтовую марку.
- Имя «Александра Коллонтай» носило рефрижераторное судно Латвийского Морского Пароходства.
- Матери Коллонтай принадлежала усадьба в имении Куса (ныне на территории пос. Климово Выборгского района Ленинградской области). Во время Великой Отечественной войны в усадьбе был расположен финский военный госпиталь. После войны в нём была устроена школа, а затем пионерский лагерь завода «Пирометр». В 1972 году перед зданием был установлен бюст, в одной из комнат открыт музейный уголок. Здание было под опекой общества по охране памятников. В 1997 году дача была исключены из охранных списков, в мае 2006 года случился пожар, во время которого усадьба сгорела дотла. Судьба бюста, музея и экспонатов неизвестна.

## Адреса в Петербурге
- Виленский пер., 7, кв. 6 (1906)
- Бассейная ул., 35, кв. 8 (1906—1908)